# إجلغيغن (آيت مكاز)
إجلغيغن هو دُوَّار يقع بجماعة آيت عباس، إقليم أزيلال، جهة بني ملال خنيفرة في المملكة المغربية. ينتمي الدوّار لمشيخة آيت مكاز التي تضم 3 دواوير. يقدر عدد سكانه بـ 791 نسمة حسب الإحصاء الرسمي للسكان والسكنى لسنة 2004.

## روابط خارجية
- البوابة الوطنية للجماعات الترابية
- المندوبية السامية للتخطيط